# 凱莉·嘉納
凱莉·嘉納（Kelli Garner，1984年4月11日—），美國女演員。

## 演藝生涯
嘉納曾演出的作品包含《啦妹當家》、《飞行者》、《陽光少年殺人事件》、《胡士托風波》與《吮指少年》。她也在年輕歲月的音樂錄影帶《郊區的耶穌》與未公開的《Whatsername》中演出。2005年12月，嘉納主演外百老匯舞台劇《Dog Sees God: Confessions of a Teenage Blockhead》，並在世紀表演艺术中心登台演出。她在電視劇《泛美之旅》中飾演凱特·卡麥隆。2015年5月，嘉納出演Lifetime迷你影集《瑪麗蓮·夢露的祕密人生》，飾演主角玛丽莲·梦露。

## 私生活
嘉納在加州的貝克斯菲爾德出生。

## 外部連結
- 凱莉·嘉納在互联网电影资料库（IMDb）上的資料（英文）